# Troshan
Troshan falu Albánia északnyugati részén, Lezha városától légvonalban 11, közúton 16 kilométerre észak-északkeleti irányban, a Zadrima síkja és a Puka–Mirditai-hegység találkozásánál, 97 méteres tengerszint feletti magasságban. Lezha megyén belül Lezha községhez tartozik, azon belül pedig Blinisht alközség egyik települése.
A római katolikus egyház már 1639-ben iskolát nyitott a faluban. 1880-ban ennek helyén nyílt meg a ferences rend által fenntartott szeminárium, amelynek falai között tanított többek között Leonardo De Martino arberes ferences szerzetes és költő. A tanintézet leghíresebb tanulója Gjergj Fishta (1871–1940), az albánok „nemzeti költője”, a Lahuta e malcís epikus hősköltemény (1937) szerzője volt, aki pappá szentelését követően, 1894 februárjától maga is az iskola tanára lett. Ugyancsak a troshani szemináriumban tanult Shtjefën Gjeçovi (1874–1929) néprajzkutató, író.